# Ніколя Жак Конте
Ніколя Жак Конте (нар. 4 серпня 1755 — пом. 6 грудня 1805) — французький художник, аеронавт, військовий офіцер, винахідник сучасного олівця.
Він народився в Сен-Сенері-пре-Сее (тепер Ону-сюр-Орн), в Нормандії. Конте став відомим як геній механіки, що сильно пригодився французькій армії в Єгипті. Наполеон називав його «універсальною людиною, що зі смаком, розумом та вмінням створює французьке мистецтво посеред Аравійської пустелі».

## Аеронавтика
Одним з його найранніших захоплень була нова тоді наука аеронавтика. Конте створив щонайменше одну повітряну кулю, яку випробував публічно над майданом. Він також вніс свою лепту в покращення виробництва газоподібного водню та використання самих газових балонів.
Конте викликали до Єгипту вправлятися в запуску куль-зондів, а також попросили приготувати підйом кулі на честь святкування французького Нового року (22 серпня 1798 р.). Проте Конте не був достатньо підготовлений до такої події, тому видовище довелося відкласти на 1 грудня. Ця подія відбулася не без курйозів, адже повітряна куля загорілася і в єгиптян склалося враження, що це демонстрація нової військової машини, головна мета якої підпалювати військовий табір противника. Друга спроба була успішною, її споглядало близько 100,000 осіб.

## Обладнання для письма та малювання
Конте винайшов сучасний олівцевий грифель на прохання Лазара Карно, адже тоді Французька Республіка перебувала під економічною блокадою, що унеможливлювала ввіз графіту з Англії (головного постачальника цього матеріалу). Карно попросив Конте створити олівець без використання іноземного імпорту. Після кількаденних пошуків у нього виникла думка змішати мелений графіт з глиною і помістити його між двома напівциліндричними дерев'яними коробочками. Так сформувався сучасний олівець. Конте отримав патент на винахід у 1795 році.
Він також винайшов олівець конте (тверда пастельна паличка).